# Joseph Victor Widmann
Joseph Victor Widmann, o Viktor (Brno, 20 febbraio 1842 – Berna, 6 novembre 1911) è stato uno scrittore, giornalista e critico letterario svizzero.

## Biografia
Nato nel quartiere di  Nennowitz (odierno Brněnské Ivanovice) a Brno, Joseph Victor Widmann era figlio di un ex monaco cistercense e parroco riformato di Liestal. Amico di infanzia di Carl Spitteler e allievo di Wilhelm Wackernagel a Basilea, studiò teologia e filosofia a Heidelberg e Jena tra il 1862 e il 1865, anno in cui sposò Sophie Ernst, la zia vedova dell'amico Spitteler.
Si trasferì quindi a Berna, ove ebbe due figli e diresse una scuola femminile tra il 1868 e il 1880 prima di dedicarsi esclusivamente all'attività di redattore letterario di Der Bund. Fu tra i più influenti critici letterari svizzeri della sua generazione e contribuì all'affermazione di Ida Bindschedler, Ricarda Huch, Robert Walser e Friedrich Nietzsche.
Nel 1874 viaggiò in Italia con Johannes Brahms; avrebbe poi pubblicato le sue riflessioni su questa esperienza e quella in altri viaggi nei volumi Späziergänge in den Alpen (1885), Jenseits des Gotthard (1888), Sizilien und andere Gegende Italiens (1897), Calabrien, Apulien und Streifereien an den oberitalienischen Seen (1904) e Du schöne Welt (1907). Oltre alla saggistica e alla critica letteraria, si dedicò anche al teatro, firmando numerosi drammi originali e i libretti di opere liriche di Ignaz Brüll, Richard Heuberger, Felix Mottl, Hermann Goetz e altri. Per la sua attività letteraria fu candidato due volte al Premio Nobel per la letteratura, nel 1906 e nel 1908.
Morì sessantanovenne nel 1911 e fu sepolto al Cimitero Schosshalde insieme alla vedova, che gli sopravvisse di solo diciannove giorni.